# Érythème nécrolytique acral
Pour les articles homonymes, voir Érythème acral.
 Mise en garde médicale
L'érythème nécrolytique acral est une affection cutanée qui est une manifestation d'une infection par le virus de l'hépatite C voire d'une carence en zinc.
Il s'agit d'une éruption papulosquameuse et parfois vésiculobulleuse présentant des similitudes cliniques et histologiques avec d'autres érythèmes nécrolytiques tels que l'érythème nécrolytique migrateur, le pseudoglucagonome et les syndromes de carence nutritionnelle.
Elle se manifeste principalement sur les surfaces dorsales des pieds voire des mains sur lesquelles on observe des zones érythémateuses sombres bien circonscrites avec dans un premier stade des cloques flasques puis des plaques hyperkératosiques dans la forme chronique. L'analyse au microscope révèle une nécrose des kératinocytes de l'épiderme supérieur,.